# FC Dunav Ruse
FC Dunav Ruse é uma equipe búlgara de futebol com sede em Ruse. Disputa a primeira divisão Liga Profissional Búlgara de Futebol A.
Seus jogos são mandados no Gradski Stadion, que possui capacidade para 19.960 espectadores.
Atualmente conta com um jogador brasileiro, contratado no meio de 2017. Carlos Eduardo Bacila Jatobá joga no meio campo e veste a camiseta 8 do FC Dunav Ruse.

## História
O FC Dunav Ruse foi fundado em 1949.